# Wincentowo (powiat aleksandrowski)
Wincentowo – wieś w Polsce położona w województwie kujawsko-pomorskim, w powiecie aleksandrowskim, w gminie Koneck.
W latach 1975–1998 miejscowość administracyjnie należała do województwa włocławskiego.
W wieku XIX wchodzi w skład dóbr Koneck (patrz → Koneck).